# Großörner
Großörner ist ein Ortsteil von Mansfeld und befindet sich im Mansfelder Land in Sachsen-Anhalt. Er hat etwa 1900 Einwohner.

## Geschichte
Großörner wurde bereits vom 3. bis zum 6. Jahrhundert besiedelt. Am Ortsausgang nach Hettstedt wurden goldene Ringe, Armreife und eine Pferdetrense mit Goldblech und Silber als Grabbeilagen jener Zeit gefunden. Auf das Jahr 973 bezieht sich die erste urkundliche Erwähnung des Orts. Im Jahre 1260 kam es zu Eigentumsübertragungen in der Umgebung von Großörner: „Bischof Volrath zu Halberstadt überläßt dem Kloster [zum Kupferberg] 2 Hufen Landes eines zu Großörner und eines zu Kleinörner. […] Die Grafen von Mansfeld übereignen Caspar Röder aus Großörner in ihrer Eigenschaft als Schutzherren des Klosters Oberwiederstedt das von ihm auf dem Kupferberg errichtete Gut (später Engelgarten genannt) nebst Zubehör als freies Erbe.“  Ende des 17. Jahrhunderts kam Großörner in den Besitz des Adelsgeschlechts von Pfuel, welche seit 1664 auch in dem Besitz des Amts Oberamt Eisleben waren, bis sie dieses 1798 an den kursächsischen Staat verkauften.
In der Nähe von Großörner befand sich eine Kupfer-Silber-Hütte, in der das gewonnene Kupfer mittels Quecksilber ab 1824 entsilbert wurde. Heute wird die Hütte von der Mansfelder Kupfer & Messing GmbH betrieben und die Geschicke des Ortes werden weiterhin von der Kupfergewinnung bestimmt.
Ab dem Jahre 1936 wurde ein neues Wohnbaugebiet erschlossen. Im Jahre 1939 wurde das öffentliche Mühlenbad gebaut. In Großörner wurde bis ins Jahr 1990 das gesamte Silber aus Mansfelder Kupferschiefer in einem Volumen von etwa 11.000 Tonnen gewonnen. In den 1970er Jahren wurde im Ort eine Turnhalle gebaut, die in den Jahren 2004 bis 2005 zur Mehrzweckhalle umgebaut wurde.
Am 1. Januar 2005 wurde Großörner in die Stadt Mansfeld eingegliedert.

## Persönlichkeiten
- Walter Hertel (1898–1983), Generalingenieur der Luftwaffe
- Lisa Korspeter (1900–1992), SPD-Politikerin
- Johann Ehrenfried Honigmann (1775–1855), Markscheider und Bergamtsdirektor
- Gotthilf Heinrich Schnee (1761–1830), Prediger und Pfarrer in Großörner 1790–1809